# Grundlsee (Gemeinde)
Grundlsee ist eine Gemeinde mit 1181 Einwohnern (Stand 1. Jänner 2025) im steirischen Salzkammergut in Österreich. Die Gemeinde liegt im Bezirk Liezen (Gerichtsbezirk Liezen) und umfasst mit 152,24 km² große Teile des Ausseerlandes und des Toten Gebirges. Der Ort liegt direkt am gleichnamigen Grundlsee.

## Geografie

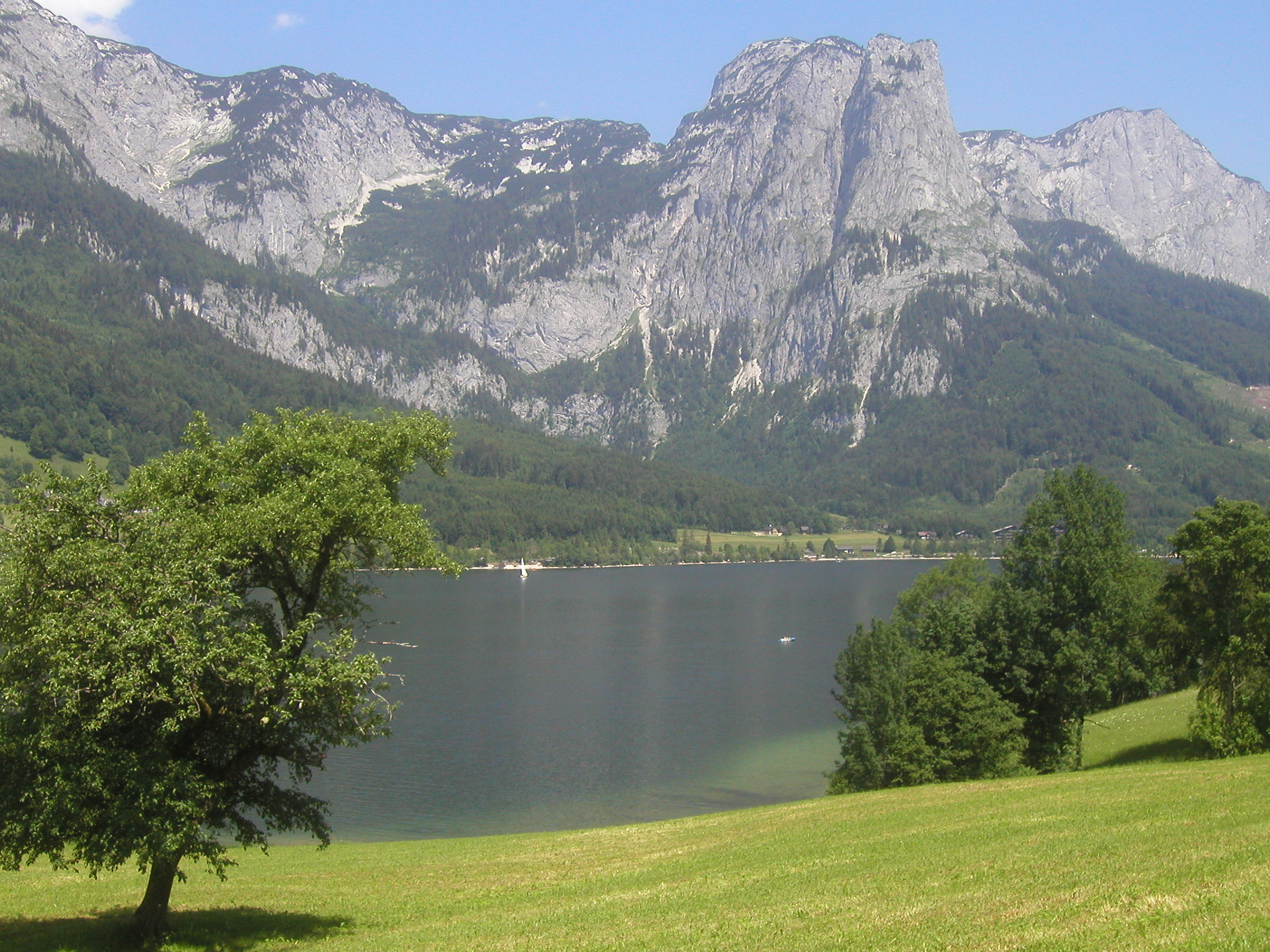
Blick auf den Grundlsee und den Backenstein, den Grundlseer Hausberg

### Lage
Die Gemeinde Grundlsee liegt im Ausseerland im steirischen Salzkammergut im Bezirk Liezen, Bundesland Steiermark. Grundlsee liegt auf 732 m ü. A. direkt am Grundlsee am südwestlichen Rand des Toten Gebirges.
Die fünf Ortschaften der Gemeinde befinden sich in einem langgestreckten Tal am Ufer des Grundlsees, das an drei Seiten von den rund 1000 Meter aufragenden Ausläufern des Toten Gebirges umrahmt wird. Das Tal hat eine Ost-West-Länge von etwa zehn Kilometer (bis zum Kammersee) und eine Breite von etwa einem Kilometer in Nord-Süd-Richtung mit der einzigen Öffnung nach Westen zum Bad Ausseer Becken.
Die markantesten Berge, die dieses Tal einrahmen, sind der Hundskogel (1748 m), der Backenstein (1772 m) und der Reichenstein (1913 m) im Norden, der Elm (2128 m), der Große Hochkasten (2389 m) und die Weiße Wand (2198 m) im Osten, der Türkenkogel (1756 m) und der Röthelstein (1614 m) im Süden. Der höchste Berg Grundlsees ist der Große Hochkasten mit 2389 m an der Landesgrenze zu Oberösterreich.
Das bewohnte Gebiet hat eine Durchschnittshöhe von 750 m. Durch die alpine Lage und den starken Anteil am Toten Gebirge bestehen rund 75 % des Gemeindegebietes aus alpinem Ödland, der Rest sind Wälder, Grünland und sonstige Flächenformen.

### Gewässer
Der Grundlsee ist mit 4,22 km² der größte See der Steiermark und wird durch die Grundlseer Traun entwässert, einen der drei Quellflüsse der Traun. Er wird durch die Stimitz, den Zimitzbach und die Toplitz, den Entwässerungsbach des in der Gemeinde liegenden Toplitzsees gespeist. Außerdem liegen noch der Dreibrüdersee, der Elmsee, der Henarsee, der Kammersee, der Vorderer und der Hinterer Lahngangsee im Gemeindegebiet, ebenso wie die Quellgewässer der Traun, der so genannte Traun-Ursprung.

### Geologie
Das Tote Gebirge, dessen Ausläufer Grundlsee auf drei Seiten umgeben, besteht zum Großteil aus Kalkstein und Dolomit, die in den Meeren des Mesozoikums, insbesondere der Trias und Jura, vor ungefähr 210 bis 135 Millionen Jahren entstanden. Im Norden des Gemeindegebietes tritt überwiegend der Plassenkalk der Jura, im Osten hauptsächlich der Dachsteinkalk der Trias und im Süden die Trias mit Zlambachmergel, Pedatakalk, Hallstätter Schichten, Gutensteiner Kalk und Dolomit in Erscheinung. Den Westen Grundlsees in Richtung Bad Aussee kennzeichnet eine hochglaziale Grundmoräne aus der Würm-Kaltzeit. Die Gips- und Anhydritlagerstätte bei der Siedlung Wienern (Ortschaft Gößl) entstand vom Oberperm bis zum Skythium und besteht aus alpinem Haselgebirge. Das Seebecken des Grundlsees wurde während der Würmvereisung als Zungenbecken eines Gletschers geformt.
Die Siedlungskerne der Ortschaften Bräuhof, Archkogel, Mosern und Untertressen im Westen des Gemeindegebietes liegen komplett auf Schwemmkegel, Hangschuttflächen und Grundmoränen die meist in der Würm-Kaltzeit, teilweise postglazial entstanden sind. Der Siedlungskern der Ortschaft Gößl liegt zur Gänze auf einer Niederterrasse aus dem Pleistozän.
Mit der Verkarstung bildeten sich viele Dolinen und Höhlen, wie zum Beispiel das rund 17 km lange Almberg-Höhlensystem am Fuße des Backensteins.

### Klima

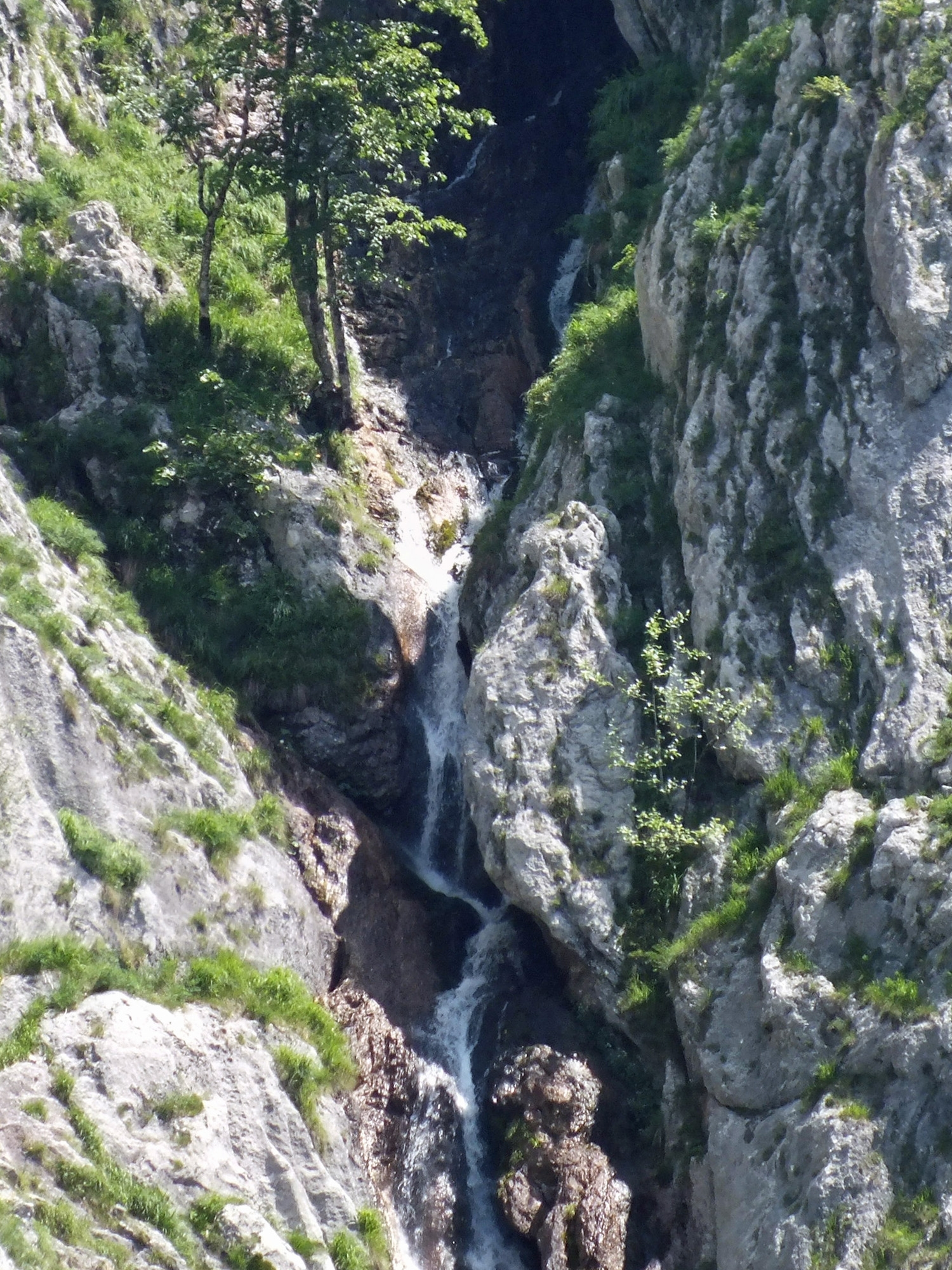
Der Traun-Ursprung oberhalb des Kammersees

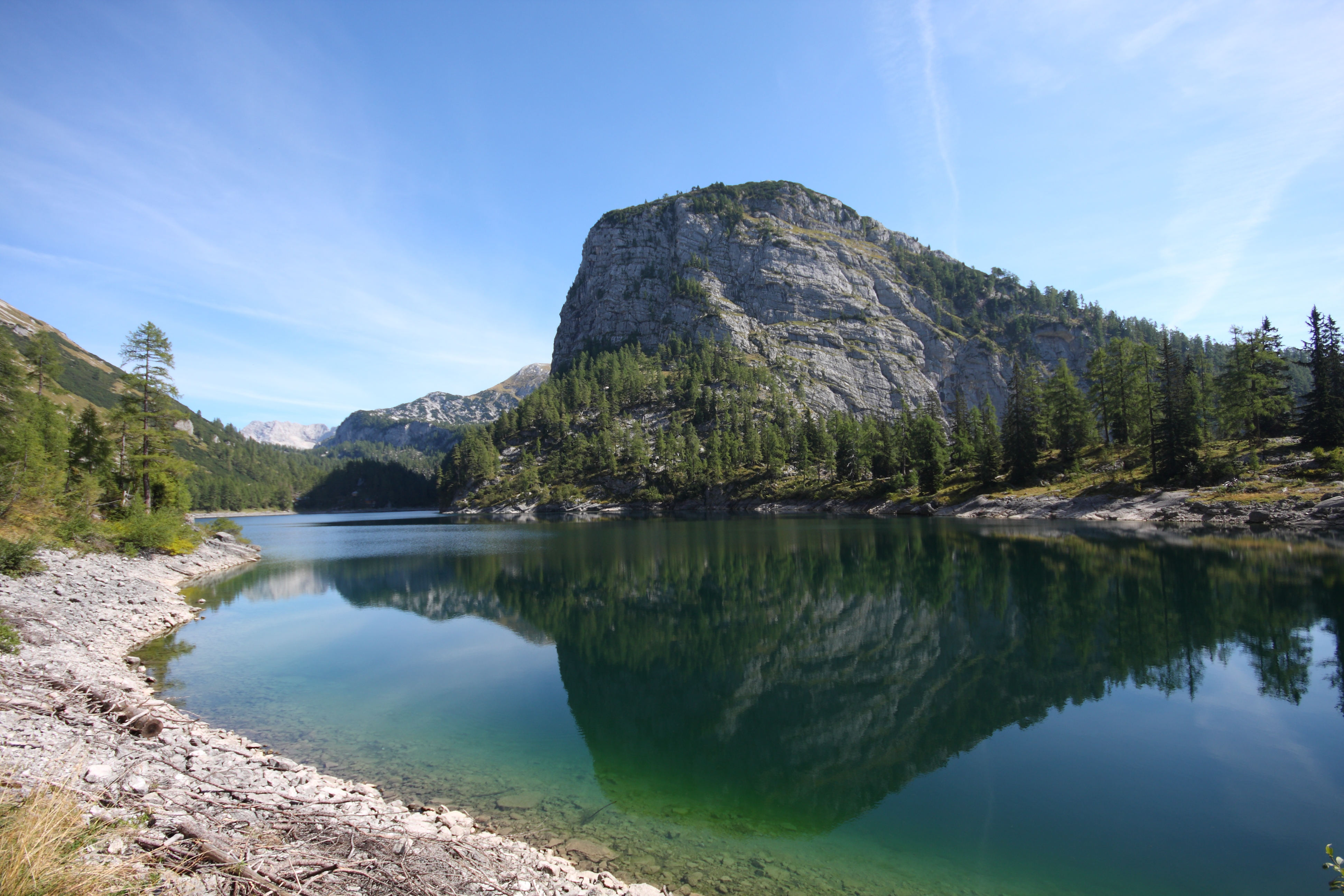
Der Vorderer Lahngangsee im Toten Gebirge

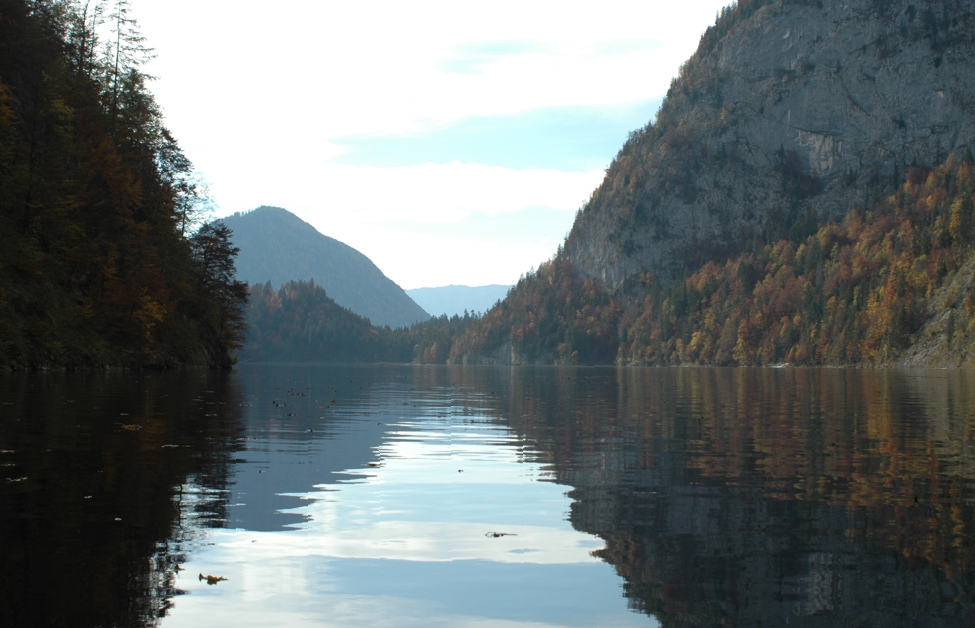
Blick über den Toplitzsee in Richtung Westen

Blick auf die Grundlseer Pfarrkirche in der Ortschaft Bräuhof

Das Klima in Grundlsee ist durch seine geographische Lage im Ausseer Becken bestimmt. Es ist vor allem durch die Hochlage und die Lage im Nordstaugebiet gekennzeichnet. Das Resultat sind, bei Strömungslagen aus dem Westen bis Norden, oft tagelange Niederschlagsperioden, die im Winter mit großem Schneereichtum einhergehen. Mit 100 bis 120 Tagen Schneedecke pro Jahr gehört das Ausseer Becken zu den schneesichersten Beckenlagen Österreichs. Von Oktober bis Mai sind Schneefälle zu erwarten, wobei es von Dezember bis März im Durchschnitt jeden dritten Tag Neuschnee gibt. Der Herbst ist mit einer relativen Sonnenscheindauer über 50 % die witterungsmäßig günstigste Zeit in der Region. Das Klima im Ausseer Becken ist oft, speziell im Winter, als Reizklima ausgebildet.
|                        | Jan   | Feb  | Mär   | Apr  | Mai   | Jun   | Jul   | Aug   | Sep   | Okt  | Nov   | Dez   |   |         |
| Mittl. Temperatur (°C) | −2,5  | −1,0 | 2,8   | 6,6  | 12,2  | 14,8  | 16,7  | 16,5  | 12,6  | 8,0  | 2,0   | −1,5  | ⌀ | 7,3     |
| Mittl. Tagesmax. (°C)  | 2,0   | 4,7  | 9,1   | 13,1 | 18,9  | 21,2  | 23,4  | 23,5  | 19,5  | 14,6 | 6,7   | 2,4   | ⌀ | 13,3    |
| Mittl. Tagesmin. (°C)  | −5,7  | −4,7 | −1,3  | 1,8  | 6,5   | 9,5   | 11,4  | 11,4  | 8,1   | 3,9  | −1,1  | −4,4  | ⌀ | 3       |
|                        |       |      |       |      |       |       |       |       |       |      |       |       |   |         |
| Niederschlag (mm)      | 110,9 | 81,8 | 112,1 | 95,8 | 121,1 | 180,5 | 211,7 | 167,2 | 129,4 | 88,6 | 109,5 | 123,7 | Σ | 1.532,3 |
|                        |       |      |       |      |       |       |       |       |       |      |       |       |   |         |
| Regentage (d)          | 11,3  | 9,8  | 12,7  | 12,4 | 13,0  | 16,2  | 16,3  | 14,4  | 11,8  | 10,3 | 12,1  | 13,1  | Σ | 153,4   |

| −5,7 |

| −4,7 |

| −1,3 |

| 1,8 |

| 6,5 |

| 9,5 |

| 11,4 |

| 11,4 |

| 8,1 |

| 3,9 |

| −1,1 |

| −4,4 |

| −5,7 |

| −4,7 |

| −1,3 |

| 1,8 |

| 6,5 |

| 9,5 |

| 11,4 |

| 11,4 |

| 8,1 |

| 3,9 |

| −1,1 |

| −4,4 |

### Naturschutz
Ein Großteil des Grundlseer Gemeindegebiets steht unter strengstem Naturschutz. Es existieren folgende Naturschutzstufen:
- Natura 2000 Europaschutzgebiete (Totes Gebirge mit Altausseer See – AT2243000),
- Naturschutzgebiete (Totes Gebirge West – NSG a 16),
- Geschützte Höhlen (u. a. Salzofenhöhle),
- Geschützte Landschaftsteile (GLT-8),
- Landschaftsschutzgebiete (LSG-14a – Salzkammergut Ost) und
- Naturdenkmale (339, 341, 343, 352).

Die gesamte Gemeinde liegt zusätzlich im Geltungsbereich der Alpenkonvention.

### Gemeindegliederung
Das Gemeindegebiet besteht aus der einzigen Katastralgemeinde Grundlsee und umfasst fünf Ortschaften (Einwohner Stand 1. Jänner 2025). Im Uhrzeigersinn und im Norden des Sees beginnend sind dies:
- Archkogl (247) samt Au, Hinterau, Mitterau und Zlaim
- Bräuhof (354) samt Gaiswinkl, Grundlsee, Hopfgarten, Kreuz, Ötz und Rößlern
- Gößl (305) samt Schachen, Schachen-Siedlung, Totes Gebirge und Wienern
- Mosern (201) samt Aschau, Eisbichl und Gut
- Untertressen (74) samt Aschau, Lamersberg und Sattel

Es gibt keine eigene Ortschaft namens „Grundlsee“, da die Gemeinde ihren Namen dem gleichnamigen See verdankt. Der Hauptort der Gemeinde ist die Ortschaft Bräuhof.

### Nachbargemeinden
Grundlsee hat fünf Nachbargemeinden, die Gemeinden Grünau im Almtal und Hinterstoder liegen in Oberösterreich, Grünau im Almtal im Bezirk Gmunden, Hinterstoder im Bezirk Kirchdorf, alle weiteren Gemeinden im steirischen Salzkammergut.
|                   | Grünau im Almtal, OÖ.                       |                   |
| Altaussee, Stmk.  | Kompassrose, die auf Nachbargemeinden zeigt | Hinterstoder, OÖ. |
| Bad Aussee, Stmk. | Bad Mitterndorf, Stmk.                      |                   |

## Geschichte

### Namensgeschichte
Der Name Grundlsee wird standarddeutsch [grundlseː] ausgesprochen. Erstmals urkundlich erwähnt wurde der Name 1188 als Chrungilse. Die Schreibweise des Namens variierte im Laufe der Zeit, bis sich schließlich die heutige Schreibweise durchsetzte: Chrungilse (1188) > Chrungelse (1300) > Chrungelsee (1386) > Krungelsee (1450) > Crungelsee (1479) > Grunglsee (1493) > Chrundelsee & Grundelsee (1494) > Krunglsee (1496) > Crunglsee (1566) > Grundelsee (1665) > Grundlsee (heute). Der Name der Katastralgemeinde Grundlsee leitet sich von der Bezeichnung des Sees ab. Diese hat ihren Ursprung wahrscheinlich im altslawischen krągl jezero (runder See). Statt zum lautgesetzlichen Krungelsee veränderte sich diese Urform jedoch zum heutigen Grundlsee. Dies erfolgte wahrscheinlich durch eine volksetymologische Einwirkung vom mittelhochdeutschen grundel, grundelinc (der Gründling).

### Urzeit, Kelten und Römerzeit
Die frühesten Zeugen menschlicher Siedlungstätigkeit im Grundlseer Gemeindegebiet bilden altsteinzeitliche Funde in der Salzofenhöhle im Toten Gebirge. Dort aufgefundene Holzkohlereste einer paläolithischen Feuerstelle konnten auf ein Alter von rund 34.000 Jahren datiert werden.
Zahlreiche Relikte aus der Bronze- und der Eisenzeit, sowie eine bronzezeitliche Siedlungsstelle wurden entlang der natürlichen Verkehrslinie des Koppentales in der Nachbargemeinde Bad Aussee gefunden. Diese Funde sind im Kontext des nur 20 km entfernt liegenden Ortes Hallstatt zu erklären, der aufgrund seiner archäologischen Bedeutung namensgebend für die ältere Eisenzeit (800-450 v. Chr.) wurde. Die jüngere Eisenzeit/La-Tène-Zeit (500-100 v. Chr.), die von den Kelten getragen wurde, hinterließ archäologisch keine Spuren. Nur der Flussname Traun (aus keltisch druna, die Laufende) deutet auf keltische Besiedelung hin.
Als Zeugen der römischen Herrschaft in Noricum wurden bei Ausgrabungen in Bad Aussee, sowie am Altausseer Michlhallberg (Sandling-Massiv) spätrömische Siedlungsspuren entdeckt. Dem bisher geborgenen Fundmaterial der zufolge dürfte die Siedlung in Altaussee vom Ende des 2. Jahrhunderts n. Chr. bis ins späte 4. Jahrhundert bestanden haben. Es wird dort ein römerzeitlicher Salzbergbau vermutet.

### Slawen und Bajuwaren
Die Epoche der Völkerwanderung hinterließ keine Spuren im Ausseerland. Die nächste Bevölkerungsgruppe, die sich mit Sicherheit nachweisen lässt, waren die Slawen. Namensmäßige Spuren der slawischen Besiedelung sind im gesamten Ausseerland zu finden (Orts- und Flurnamen mit den Endungen -itz, -itsch, -isch; in Grundlsee z. B. Stimitz, Toplitz, Zimitz). Um 800 begann eine starke Zuwanderung von Bajuwaren. Wichtige Spuren der ersten Berührung der Slawen mit den Baiern sind wiederum die Ortsnamen. Die frühesten datierbaren Eindeutschungen von Ortsnamen im Ausseerland stammen aus der althochdeutschen Zeit vor 1100.

### Mittelalter
Der Name Grundlsee (apud chrungilse) wurde am 2. August 1188 erstmals urkundlich erwähnt. Herzog Ottokar IV. befand sich an diesem Tag am Grundlsee und siegelte dort drei Urkunden.
Nach dem Tod des letzten Babenberger Herzogs Friedrich II. im Jahr 1246 besetzte der erwählte Erzbischof von Salzburg, Philipp von Spanheim, weite Teile des Ennstals und somit auch das Ausseerland. Zur Befestigung des neuen Machtanspruchs und zum Schutz der nahen Salzbergwerke am Sandling-Massiv und der Saumpfade erbaute er im benachbarten Altaussee die kleine Festung Pflindsberg. Philipp von Spanheim musste sich nach dem Frieden von Ofen von 1254 wieder zurückziehen und die Burg und das Ausseerland wurden um 1260 in die Steiermark einverleibt. Die vorherige Geschichte des Ausseerlandes ist umstritten. Höchstwahrscheinlich war es im 12. bis 13. Jahrhundert Teil einer Grafschaft im Ennstal unter den Markgrafen der Kärntner Mark. Die Theorie, dass das Ausseer Gebiet vorher zur Grafschaft Traunau gehörte, lässt sich nicht nachweisen.
Die Anlage entwickelte sich zum Verwaltungsmittelpunkt mit niederer Gerichtsbarkeit der eigenständigen Herrschaft Pflindsberg, die von der landesfürstlichen Herrschaft Grauscharn-Pürgg abgetrennt wurde. Sie umfasste rund 90 % der Güter des Ausseerlandes und war als Teil des Salzkammergutes landesfürstlich.

### Protestantismus, Rekatholisierung (ab 1599), Dominanz des Salzabbaus
Mit der Reformation im 16. Jahrhundert war die Bevölkerung des Ausseerlands weitgehend protestantisch geworden. Ab 1599 setzte eine Rekatholisierungskommission gewaltsam die Gegenreformation durch. Von den größeren kriegerischen Auseinandersetzungen und sozialen Aufständen des 16. und 17. Jahrhunderts (Bauernkriege, Dreißigjähriger Krieg) blieb das gesamte Ausseerland verschont. Gründe für das Ausbleiben sozialer Spannungen waren ein relativ gesichertes Auskommen der Bevölkerung und weitreichende soziale Zugeständnisse von Seiten der Obrigkeit. Das gesamte Salzkammergut war ein geschlossenes Herrschaftsgebiet, das sich einer Monowirtschaft verschrieben hatte. Der einzige Erwerbszweig war die Salzproduktion, auf die alle wirtschaftliche Tätigkeit abgestimmt war. In Altaussee wurde das Salz abgebaut, in den Sudpfannen in Bad Aussee zu Salz versotten. Grundlsees Rolle in dieser Monowirtschaft war vor allem die Versorgung der Sudpfannen mit dem nötigen Brennholz, also die für die Salzgewinnung notwendige Forstwirtschaft. Die in diesem Zweig beschäftigten Arbeiter waren zusätzlich meist kleine Nebenerwerbsbauern, die gemeinsam mit ihren Familienangehörigen einen Teil der lebensnotwendigen Produkte selbst erzeugten. Der Kargheit und den strengen klimatischen Bedingungen entsprechend gab es in der gesamten Region nur relativ wenige Vollerwerbsbauern.
Während der Napoleonischen Kriege marschierten zwischen 1800 und 1809 mehrmals französische Truppenverbände durch das Ausseerland. Im Jahr 1809 wurden deshalb der Koppen- und der Pötschenpass verschanzt und befestigt. Zu Kampfhandlungen kam es aber nicht. Im Jahr 1813 befestigte man den Pötschenpass abermals, dieses Mal mit mehreren Geschützstellungen, einem Pulvermagazin und zwei Kasernen. Die erwarteten Kämpfe um den Pass blieben aus, da Napoleons Truppen im Oktober 1813 in der Völkerschlacht bei Leipzig entscheidend geschlagen wurden.

### Anfänge des Tourismus

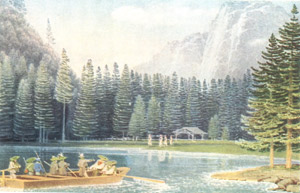
Matthäus Loder: Begegnung Erzherzog Johanns und Anna Plochls am Toplitzsee 1819

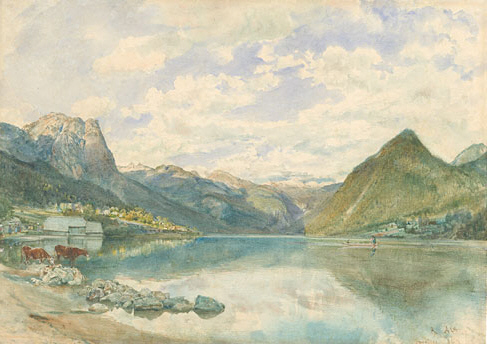
Rudolf von Alt: Gebirgslandschaft mit dem Grundlsee, 1859

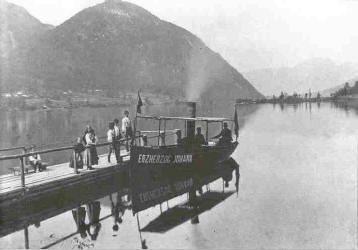
Das hölzerne Dampfboot Erzherzog Johann am Grundlsee 1879.

Anfang des 19. Jahrhunderts wurde das Salzkammergut für die Sommerfrische entdeckt. So lernte Erzherzog Johann von Österreich im August 1819 am Toplitzsee seine spätere Frau Anna Plochl kennen. Das nahe Bad Ischl entwickelte sich zu einem prominenten Kurort und war ab 1849 kaiserliche Sommerresidenz. Durch die Anwesenheit des Adels in der Region wurde auch das Ausseerland immer mehr zum Anziehungspunkt für die vornehme Gesellschaft. Schon bald zog es viele Künstler und Vertreter der Wiener Gesellschaft nach Grundlsee, das seit 1850 durch die Aufhebung der Grundherrschaft (1848) eine politische Gemeinde geworden war. Die Ausseer Landschaft hat schon früh viele Maler angezogen. Zwischen 1801 und 1848 ließ Erzherzog Johann seine Kammermaler im Ausseerland arbeiten, unter anderen Jakob Gauermann, Matthäus Loder, Thomas Ender und Jakob und Rudolf Alt, wobei eine Vielzahl an Landschaftsbildern mit Grundlseer Motiven entstand. Als weiterer in Grundlsee wirkender Maler ist Johann Matthias Ranftl zu nennen, nach dem die 1850 errichtete Ranftlmühle am Stimitzbach benannt ist.
Im Jahr 1877 wurde die Kronprinz‑Rudolf‑Bahn eröffnet und das Ausseerland war schließlich infrastrukturell bestens für den Fremdenverkehr erschlossen. Bereits 1879 wurde in Grundlsee mit dem hölzernen Dampfboot Erzherzog Johann der touristische Dampfschifffahrts-Verkehr aufgenommen. Unter den Künstlern und Intellektuellen, die ihren Sommerurlaub in Grundlsee verbrachten oder sich dort dauerhaft niederließen, sind der Großindustrielle und Volkskundler Konrad Mautner, der Neurologe und Begründer der Psychoanalyse Sigmund Freud und der Dirigent Herbert von Karajan besonders hervorzuheben.

### Nationalsozialismus, Alpenfestung, Nazi-Schatz im Toplitzsee
Nach dem Anschluss Österreichs an das Deutsche Reich 1938 wurde das gesamte Ausseerland in die Verwaltungseinheit Oberdonau (Oberösterreich) eingegliedert. Die Eigenständigkeit der Gemeinden Bad Aussee, Grundlsee und Altaussee wurde aufgelöst und eine Bürgermeisterei in Bad Aussee eingerichtet. Die Gemeindeämter Grundlsees und Altaussees waren fortan Außendienststellen von Bad Aussee.
Das Ausseerland zog in der Folge zahlreiche Nazi-Größen an, die meist zuvor arisierte Villen bewohnten. So zum Beispiel verbrachten drei nationalsozialistische Gauleiter regelmäßig ihre Ferien im Nachbarort Altaussee: August Eigruber, Konrad Henlein und Hugo Jury. In Grundlsee residierte der NS-Propagandaminister Joseph Goebbels samt seiner Familie im Schloss Grundlsee.

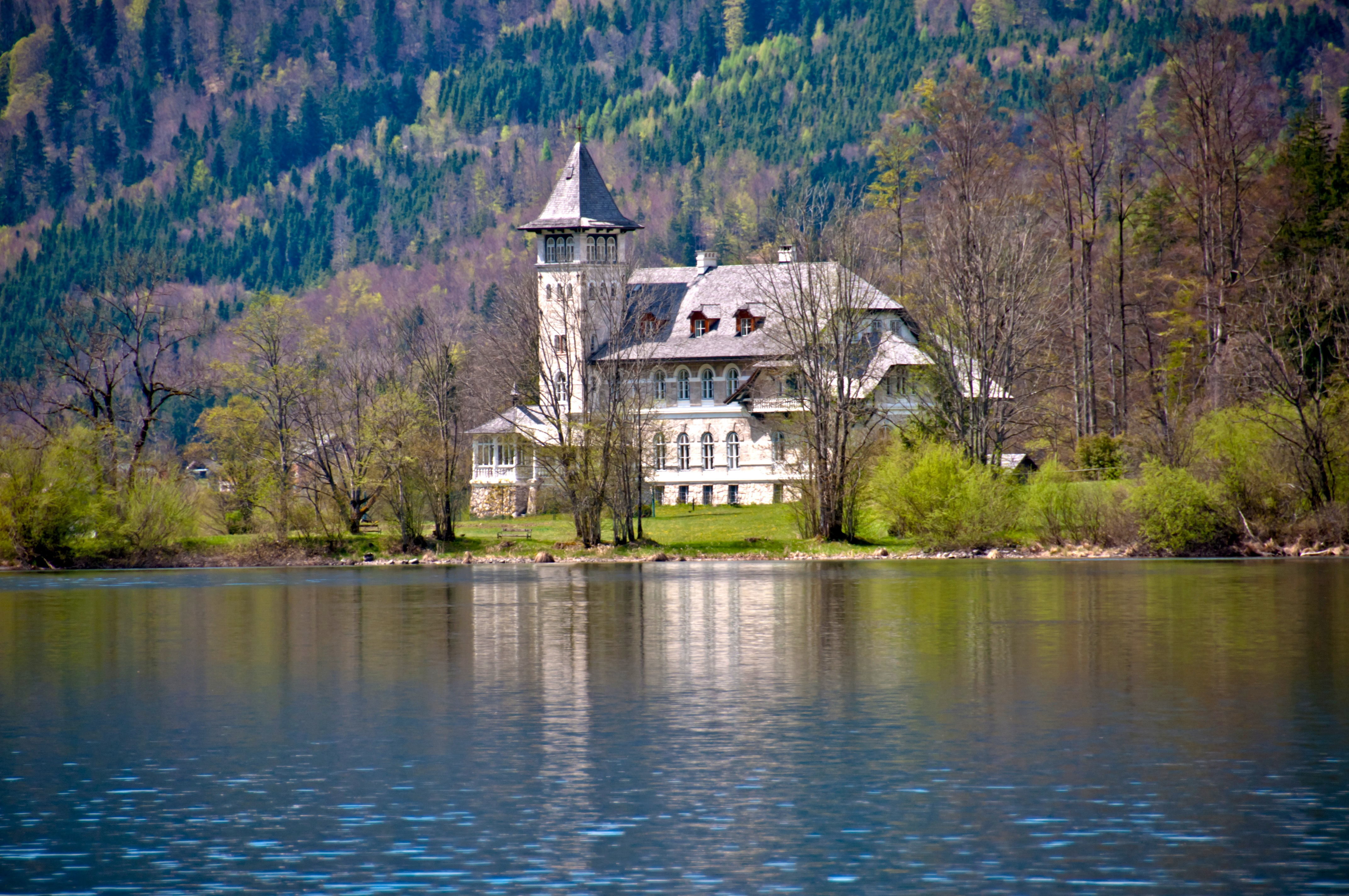
Villa Roth am Grundlsee

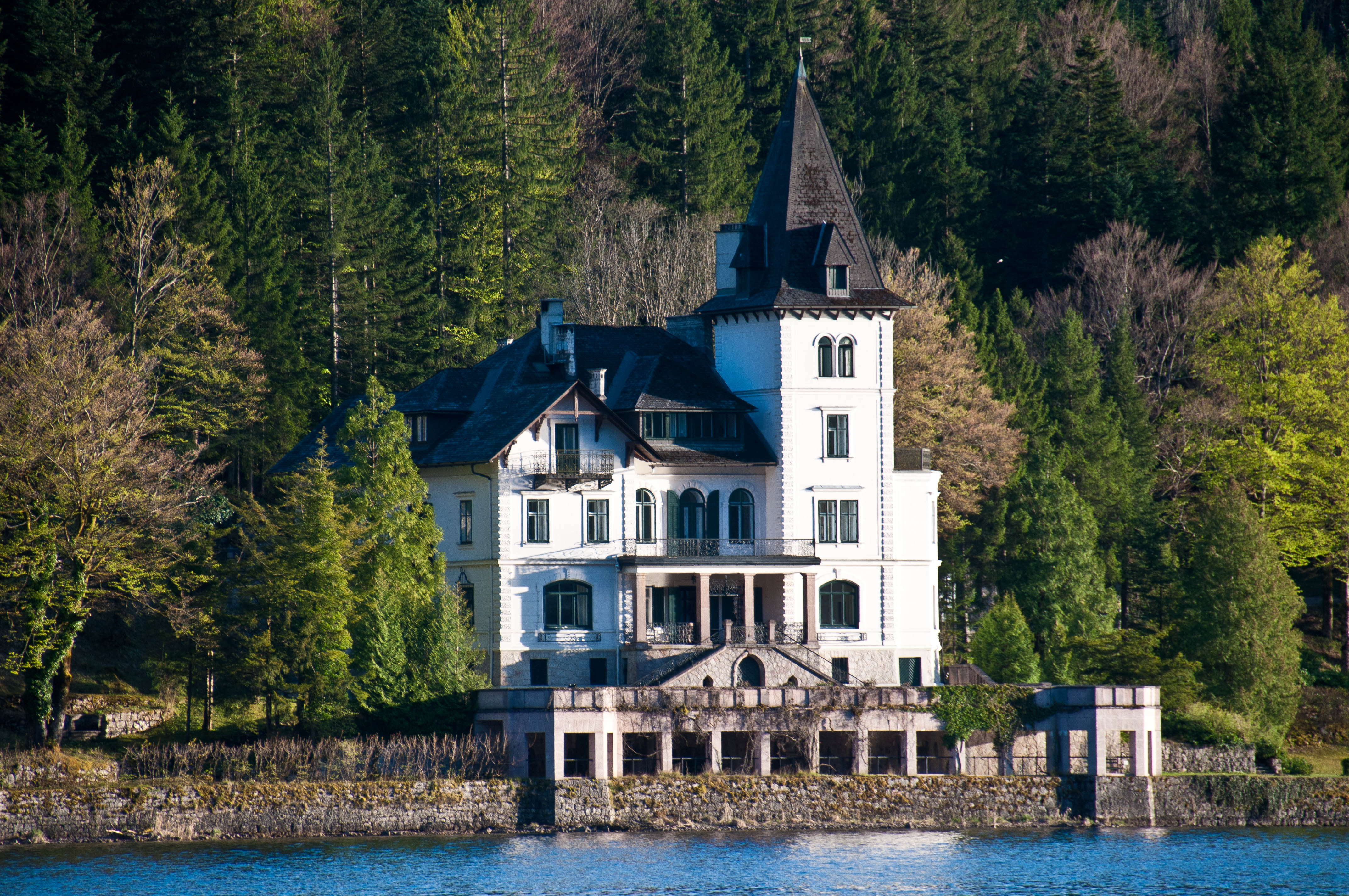
Villa Castiglioni am Grundlsee

Im Jahr 1943 hatte man begonnen, im nahen Salzbergwerk Altaussee ein Depot für Kunstgüter einzurichten. Im August desselben Jahres begann die Einlagerung von Kunstschätzen aus österreichischen Kirchen, Klöstern und Museen, um sie vor Bombenangriffen zu schützen. Ab Februar 1944 wurde der Bestand von etwa 4700 Kunstwerken eingelagert. Es war dies in ganz Europa geraubtes Kunstgut, das unter dem Decknamen Sonderauftrag Linz von Adolf Hitler angesammelt wurde und für das geplante Führermuseum in Linz bestimmt war. Zum Kriegsende umfasste das gesamte Depot in elf stillgelegten Werksanlagen etwa 6500 Gemälde, sowie zahlreiche Statuen, Möbel, Waffen, Münzen und Bibliotheken. Darunter auch ein Teil der für Linz vorgesehenen so genannten Führerbibliothek. Der größte Bestand dieser Bibliothek wurde in der Villa Castiglioni in Grundlsee deponiert.
Zwischen 1943 und 1945 wurden am Toplitzsee zahlreiche waffentechnische Versuche der deutschen Kriegsmarine durchgeführt. Zu Kriegsende wurden Kisten mit gefälschten britischen Pfund-Banknoten der Operation Bernhard im See versenkt, mit denen die britische Wirtschaft hätte geschwächt werden sollen. Gerüchteweise seien im See zu Kriegsende auch Goldreserven des Dritten Reichs, Hinweise für Nummernkonten sowie Kunstgegenstände versenkt worden. Diese Gerüchte vom „Goldschatz im Toplitzsee“ wurden bis dato aber nicht bestätigt.
Das Ausseerland war Teil der so genannten Alpenfestung und 1944/45 ein letztes Rückzugsgebiet für nationalsozialistische Partei- und Regierungsstellen und Wehrmachtstäbe. Zuflucht suchten aber auch ganze Regierungen, die von den Nationalsozialisten in den Balkanstaaten eingesetzt worden waren. Im Nachbarort Altaussee hielten sich so zu Kriegsende zum Beispiel neun profaschistische Exilregierungen aus Osteuropa auf.
Am 8. Mai 1945 erreichten die US-Amerikaner das Ausseerland. Am nächsten Tag folgte die Hauptmacht der US-Armee. Zuvor hatte sich in Bad Aussee schon eine selbsteingesetzte Zivilregierung unter Albrecht Gaiswinkler gebildet, die die Ordnung wahrte und die Verpflegung der Bevölkerung sicherstellte.

### Zweite Republik
Am 1. Juli 1948 wurde Grundlsee wieder in die Steiermark zurückgegliedert. 1945 bis 1955 war es Teil der US-amerikanischen Besatzungszone in Österreich. Bis 2011 war Grundlsee Teil der politischen Expositur Bad Aussee, welche ab 1. Jänner 2012 in eine Außenstelle der Bezirkshauptmannschaft Liezen umgewandelt wurde. Im Rahmen der steiermärkischen Gemeindestrukturreform stand die letzten Jahre ein Zusammenschluss mit den Gemeinden Bad Aussee und Altaussee zur Debatte. Seit Februar 2013 ist allerdings entschieden, dass die drei Gemeinden eigenständig bleiben werden.

### Bevölkerungsentwicklung
Das Gemeindegebiet ist mit einer Bevölkerungsdichte von 7,9 Einwohnern je km² vergleichsweise dünn besiedelt (zum Vergleich: Die Steiermark hat 75,4 und Österreich 104,6 Einwohner je km²).
Die grobe Altersstruktur der Grundlseer Bevölkerung zum 13. Oktober 2011 zeigt, dass 63,6 % der Grundlseer über 15 und unter 65 Jahre alt sind. 11,6 % der Bevölkerung sind jünger, 24,8 % älter. Der Frauenanteil der Bevölkerung beträgt 52,6 %.
Laut Registerzählung 2011 haben 7,9 % der über 15-Jährigen den Abschluss einer Universität, Fachhochschule oder Akademie (Frauenanteil: 62,5 %), 11,6 % haben die Matura (Frauenanteil: 51,6 %) und 54,9 % haben eine Lehre oder berufsbildende mittlere Schule abgeschlossen (Frauenanteil 47,8 %). 25,4 % der über Fünfzehnjährigen haben nur einen Pflichtschulabschluss, darunter 63,6 % Frauen.

### Herkunft, Sprache und Religion
Laut Registerzählung 2011 waren 95,9 % der Grundlseer Einwohner österreichische Staatsbürger, 93,4 % wurden in Österreich geboren. 3,3 % der Grundlseer kamen aus anderen EU-Staaten, 0,8 % aus Nicht-EU-Staaten. In Grundlsee wird wie im gesamten restlichen Salzkammergut, eine Varietät des mittel- oder donaubairischen Dialekts gesprochen. Bei der Volkszählung 2001 haben 98,3 % der Einwohner Deutsch als Umgangssprache angegeben, 0,1 Burgenland-Kroatisch, 0,1 % Kroatisch, 0,6 % Serbisch, 0,1 % Ungarisch, und 0,9 % eine sonstige Sprache.
Die Religionszugehörigkeit betreffend gaben bei der derselben Volkszählung 87,0 % der Grundlseer römisch-katholisch als Religionsbekenntnis an, 4,4 % evangelisch, 0,4 % orthodox, 0,2 % israelitisch, 0,1 % islamisch und 0,4 % sonstige Glaubensrichtungen. 6,5 % der Einwohner gaben an, ohne Bekenntnis zu sein. Mit der katholischen Pfarrkirche Grundlsee in der Ortschaft Bräuhof und der Messkapelle Gößl gibt es zwei offizielle religiöse Versammlungsräume im Gemeindegebiet. Das Gebiet der Gemeinde Grundlsee ist heute Teil des katholischen Pfarrverbunds der „Ausseerland-Pfarren“ und wird vom Pfarramt Bad Aussee aus betreut. Die Mitglieder der evangelischen Kirche gehören zur evangelischen Kirchengemeinde Bad Aussee.

### Wappen
Die offizielle Blasonierung des 1982 verliehenen Gemeindewappens lautet:

„In Rot ein silberner Wassermann, halb Mensch, halb Fisch, die Rechte schräg aufwärts weisend, die Linke silberne Gipskristalle haltend.“

Der Wassermann im Wappen ist eine Anspielung auf die Sage vom Wassermann im Grundlsee: Ein im Grundlsee gefangener Wassermann soll, um seine Freilassung zu erreichen, die Salzlagerstätte im Sandling im Nachbarort Altaussee preisgegeben haben. Die Gipskristalle in seiner Hand sind ein Verweis auf die Gipslagerstätte am Grundlsee. Die Farbe Rot sollte auf die Lebenswichtigkeit von Salz hinweisen, die silberne Farbe auf das Salz selbst.

## Kultur und Sehenswürdigkeiten

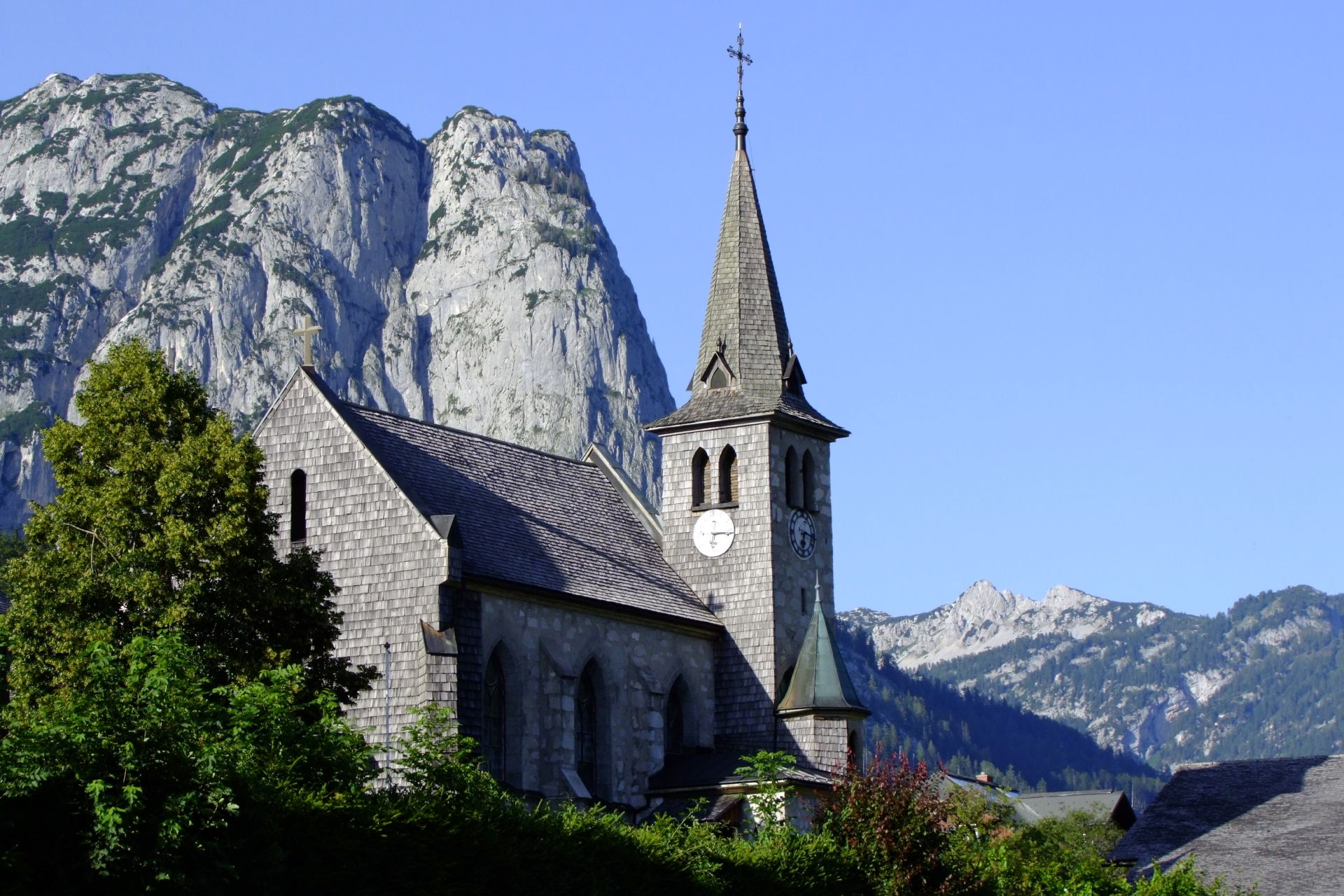
Pfarrkirche Grundlsee

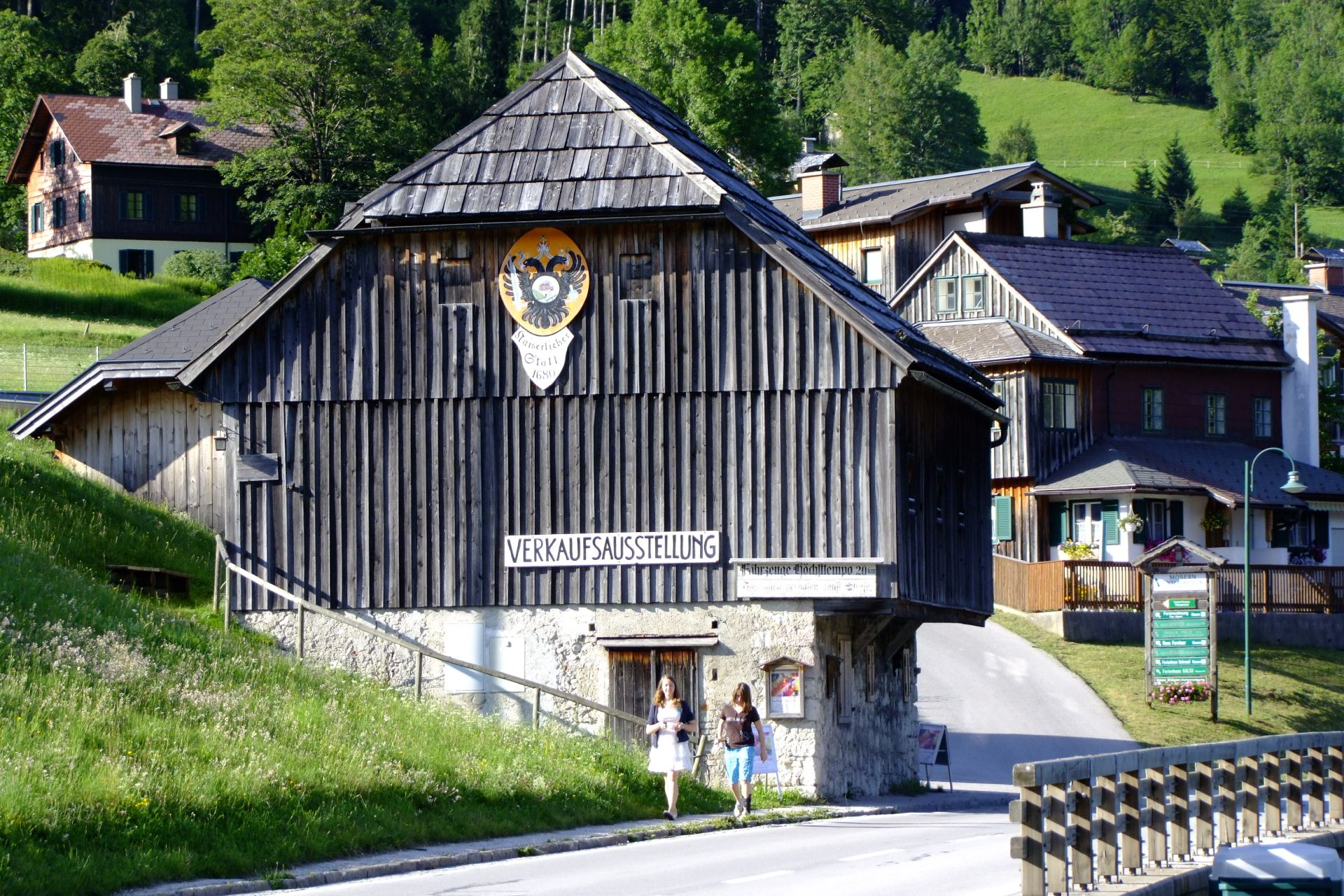
Kaiserlicher Stall

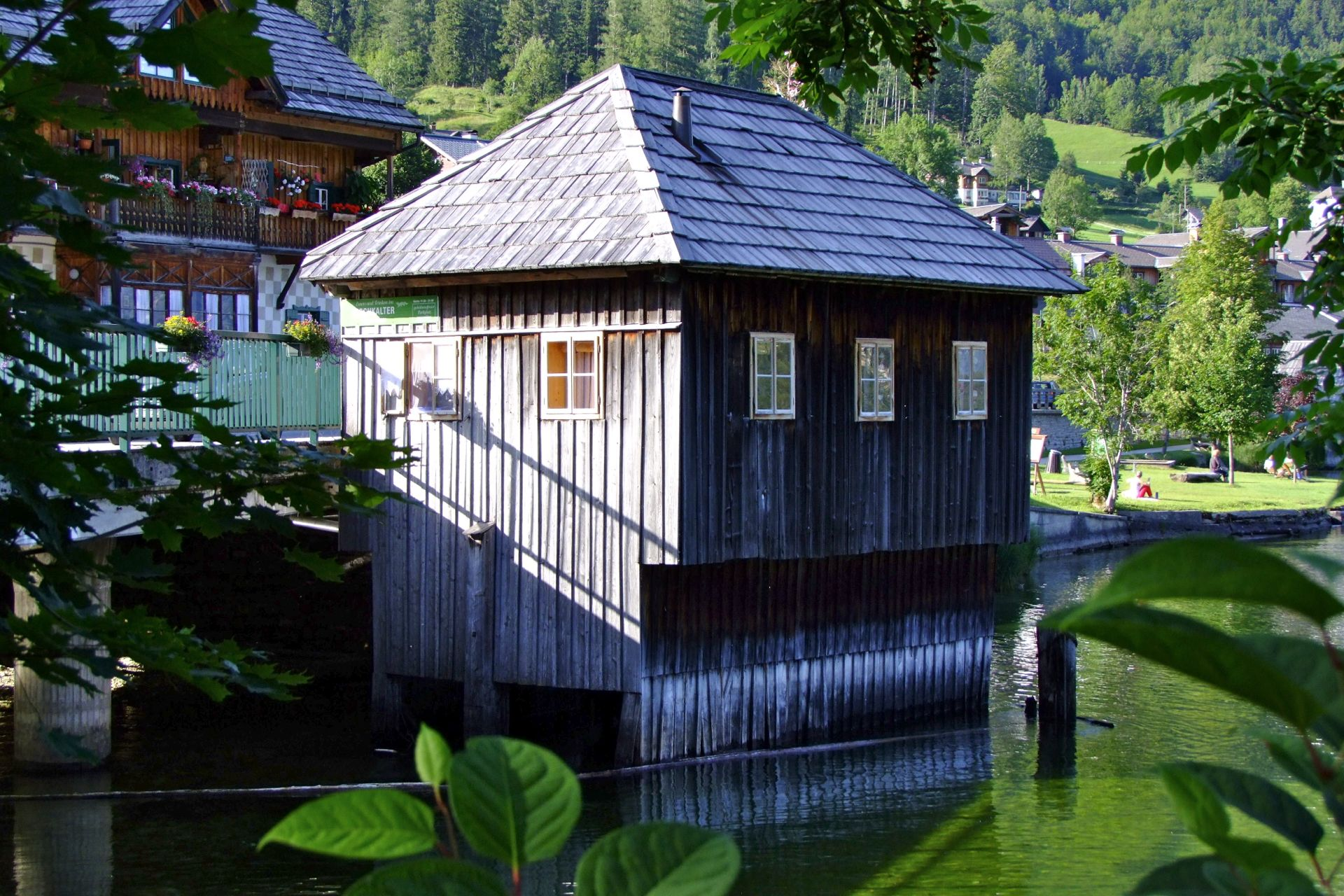
Fischkalter am Grundlsee

- Katholische Pfarrkirche Grundlsee Heiliges Herz Jesu: Die Pfarrkirche Grundlsee im Ortsteil Bräuhof ist dem heiligen Herzen Jesu geweiht. Sie wurde in den Jahren 1888 bis 1890 nach Plänen von Robert Mikovics im neugotischen Stil errichtet. Zunächst war die Kirche eine Filialkirche der Pfarre Bad Aussee und wurde erst 1952 zur eigenständigen Pfarrkirche erhoben. Der Großteil der neugotischen Einrichtung stammt aus der Bauzeit. Neben den geschnitzten Grödener Holzfiguren im Chor ist vor allem eine barocke Statue aus der zweiten Hälfte des 16. Jahrhunderts einer „Madonna auf der Weltkugel“ hervorzuheben, die eine Stiftung der Gräfin Czernin von und zu Chudenitz ist.
- Messkapelle Gößl
- Kreuzkapelle
- Kaiserlicher Stall: Der Kaiserliche Stall ist ein ehemaliges Stallgebäude im Ortsteil Mosern. Bereits 1568 wurde ein Fischmeisterhaus am Grundlsee erwähnt, zu dem auch eine Scheune sowie ein Stall zählten. Eines der beiden Gebäude ist der heutige kaiserliche Stall. Sein Name erinnert an die Zeit, als das Fischmeistergut noch „Kaiserlich-hohes Forstärar“ war. 1928 wurde das gesamte Anwesen dem Bundesschatz einverleibt und gelangte 1941 in das Eigentum der Reichsforstverwaltung des Deutschen Reiches. 1947 ging es wieder in den Besitz der Republik Österreich über, die es 1952 namentlich an die Österreichischen Bundesforste weitergab. Der ehemalige Stall diente aber seither nicht mehr als Stall, sondern wurde als Lagerraum und Auszahlungsraum für die Holzknechte verwendet. Heute dient der Kaiserliche Stall als Raum für Ausstellungen. Das Gebäude ist im Erdgeschoß gemauert, die beiden Obergeschoße bestehen aus Holz.[38]
- Fischkalter
- Ranftlmühle: Die 1850[39] errichtete Ranftlmühle aus Holz an der Stimitz wurde nach dem Wiener Maler Johann Matthias Ranftl (1804–1854) benannt, der sich gern am Grundlsee aufgehalten hat.[40] In den letzten Jahren wurde die Mühle umfassend renoviert.
- Schachnermühle
- Toplitzklause

### Museen
In der Gemeinde befindet sich der Kaiserliche Stall, der in den Sommermonaten für Ausstellungen genutzt wird.
Weitere Museen im Ausseerland sind das Kammerhofmuseum in Bad Aussee, das zentrale Museum der Region mit einer umfangreichen Sammlung zur Geschichte und Volkskultur des Ausseerlandes, das Literaturmuseum Altaussee, sowie die Salzwelten Altaussee, das Schaubergwerk des Altausseer Salzbergwerks. In Räumlichkeiten des Schaubergwerks Altaussee findet in den Sommermonaten jeweils die Ausstellungsreihe Kunst am Steinberg statt.

### Regelmäßige Veranstaltungen

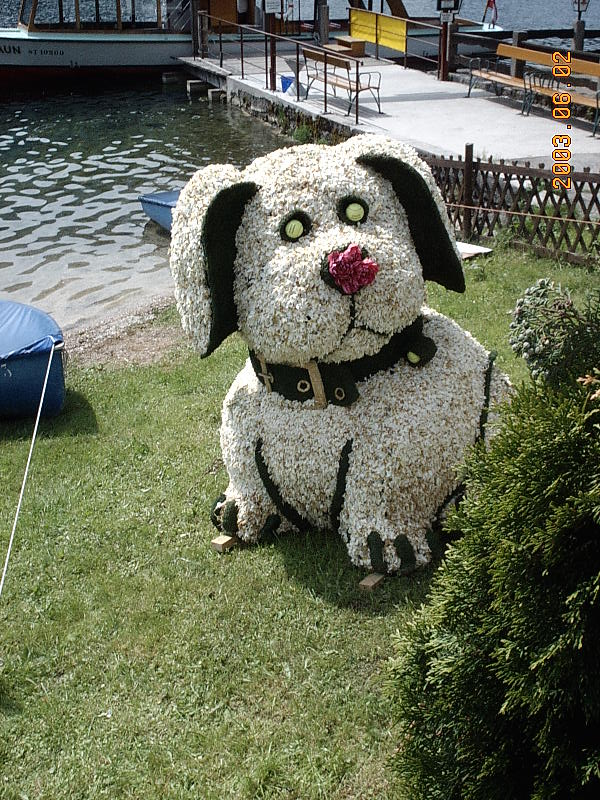
Narzissenfest-Figur am Grundlsee

Drei regelmäßige Veranstaltungen in Grundlsee sind hier hervorzuheben. Jedes Jahr Ende Mai wird im Ausseerland das Narzissenfest veranstaltet. Der dazugehörende Bootskorso findet jährlich wechselnd einmal in Altaussee und einmal in Grundlsee statt.
Die beiden anderen erwähnenswerten Veranstaltungen Grundlsees sind Konzertreihen. Seit 2005 (jedoch 2016 und 2017 pausierend) wird in und um die Ortschaft Gößl an einem halben Sommersamstag Sprudel, Sprudel & Musik, ein Festival für Kunst, Kultur, Natur und Menschen, veranstaltet.
Die in Grundlsee beheimatete Band Die Seer spielt jedes Jahr ein Open Air in der Naturarena „Zloam“ in Grundlsee.

## Wirtschaft und Infrastruktur

### Bildung, Sicherheit, Gesundheit und Vereine
- In der Gemeinde gibt es eine eigenständige Volksschule.
- Weiterführende Schulen bis zur Matura befinden sich in der Nachbargemeinde Bad Aussee.
- Die nächstgelegene Volluniversität liegt im 85 km entfernten Salzburg.

- In Grundlsee gibt es heute keine eigene Polizeistation mehr. Das Zuständigkeitsgebiet des ehemaligen Gendarmeriepostens wurde der Polizeiinspektion Bad Aussee angegliedert.
- Die Gemeinde verfügt mit der 1890 gegründeten Freiwilligen Feuerwehr Grundlsee und der 1906 gegründeten Freiwilligen Feuerwehr Gößl zwei eigenständige Feuerwehren. Das Hauptgebäude der ersteren befindet sich in der Ortschaft Bräuhof, jenes der zweiteren in der rund 8 km östlich gelegenen Ortschaft Gößl.
- In Gößl steht auch das Bootshaus der Wasserwehr Grundlsee/Gößl.[43]

- Für die Gesundheitsversorgung durch einen Arzt für Allgemeinmedizin oder einen Facharzt muss generell ins benachbarte Bad Aussee ausgewichen werden. Dort befindet sich auch das LKH Bad Aussee, welches gemeinsam mit dem LKH Rottenmann als „Krankenanstaltenverbund Rottenmann-Bad Aussee“ betrieben wird.[44]

In der Gemeinde Grundlsee sind mehr als 23 Vereine (2014) gemeldet.

### Verkehr
Durch seine relativ abgeschiedene Lage in einem Talkessel, ist Grundlsee nur im Westen an das überregionale Straßennetz angebunden. Hier ist es die Grundlseerstraße L 703, die die Gemeinde in Richtung Westen mit dem rund fünf Kilometer entfernten Bad Aussee verbindet. Von dort aus ist die Salzkammergutstraße B 145 die Verbindung in Richtung Westen über den Pötschenpass nach Bad Goisern und Bad Ischl und in Richtung Osten in das Hinterbergtal und weiter über die Klachauer Höhe nach Trautenfels im Ennstal.
Mit öffentlichen Verkehrsmitteln ist Grundlsee mittels Linienbussen der ÖBB-Postbus GmbH erreichbar. Die Buslinie 956 bindet die Gemeinde dabei täglich bis zu zwölfmal an die Nachbargemeinde Bad Aussee an (Fahrzeit: 15 Minuten nach Bräuhof, 20 Minuten nach Gößl). Der nächstgelegene Anschluss an das Bahnnetz befindet sich ebenfalls im rund 5 km westlich gelegenen Bad Aussee.
Am Grundlsee verkehren von Ende April bis Anfang November die Nostalgie-Schiffe der Schifffahrt Grundlsee. Von der Schiffsanlegestelle Seehotel am Westufer des Sees fahren die Motorschiffe täglich 4 bis 6 mal nach Gößl am Ostufer des Sees und retour (mit Zwischenstopp bei der Anlegestelle Pavillon). Die Fahrzeit einer einfachen Strecke beträgt etwa 30 Minuten. Zusätzlich gibt es im Zuge der 3-Seen-Tour die Möglichkeit, den Grundlsee wie auch den Toplitzsee mit Motorbooten zu überqueren und anschließend zum Kammersee zu wandern.

### Tourismusverband
Die Gemeinde bildet gemeinsam mit Altaussee, Bad Aussee und Bad Mitterndorf den Tourismusverband „Ausseerland-Salzkammergut“. Dessen Sitz ist Bad Aussee.
Trotz des oben beschriebenen, eher rauen Klimas ist Grundlsee ein Luftkurort.

### Sport und Freizeit

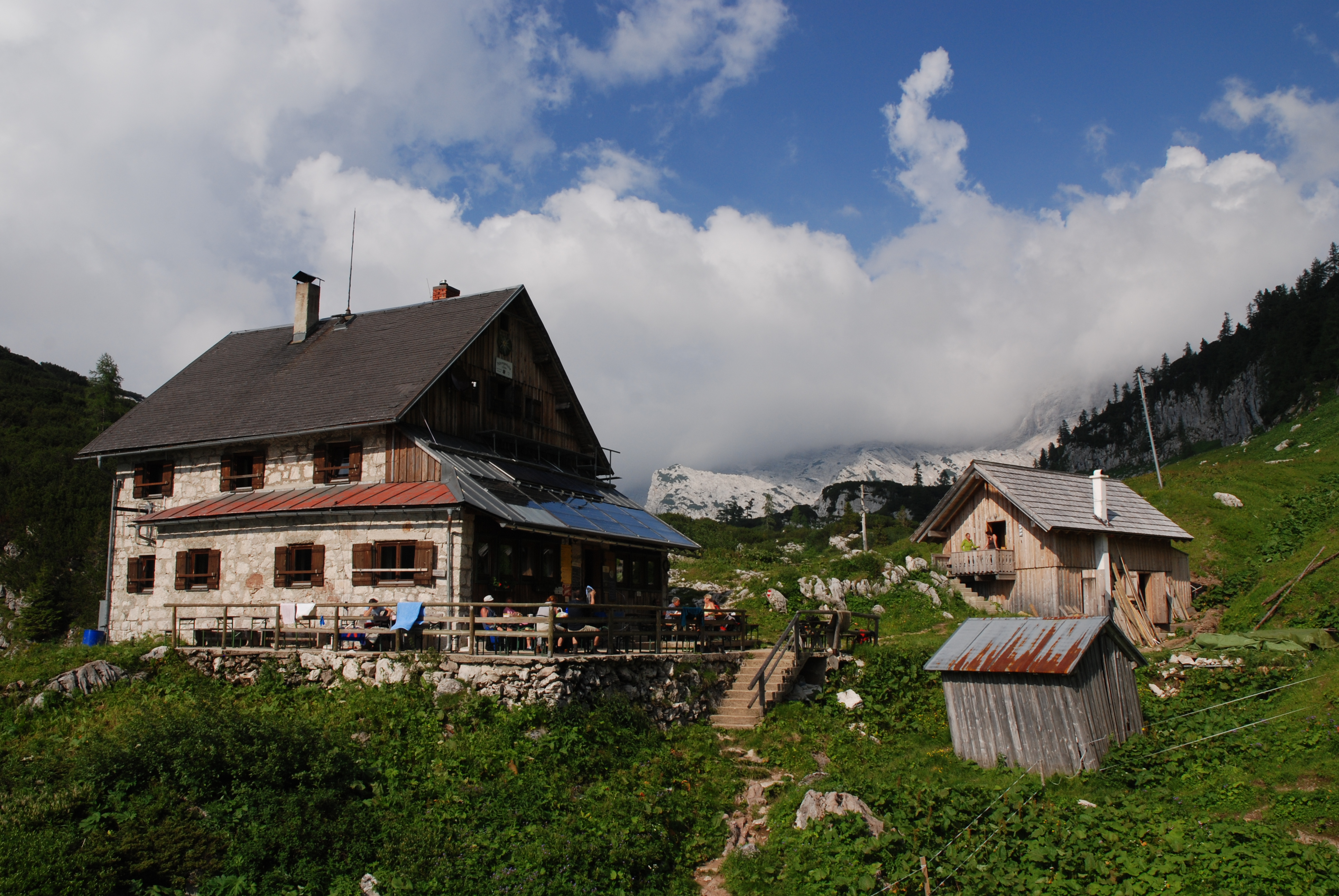
Pühringerhütte im Toten Gebirge

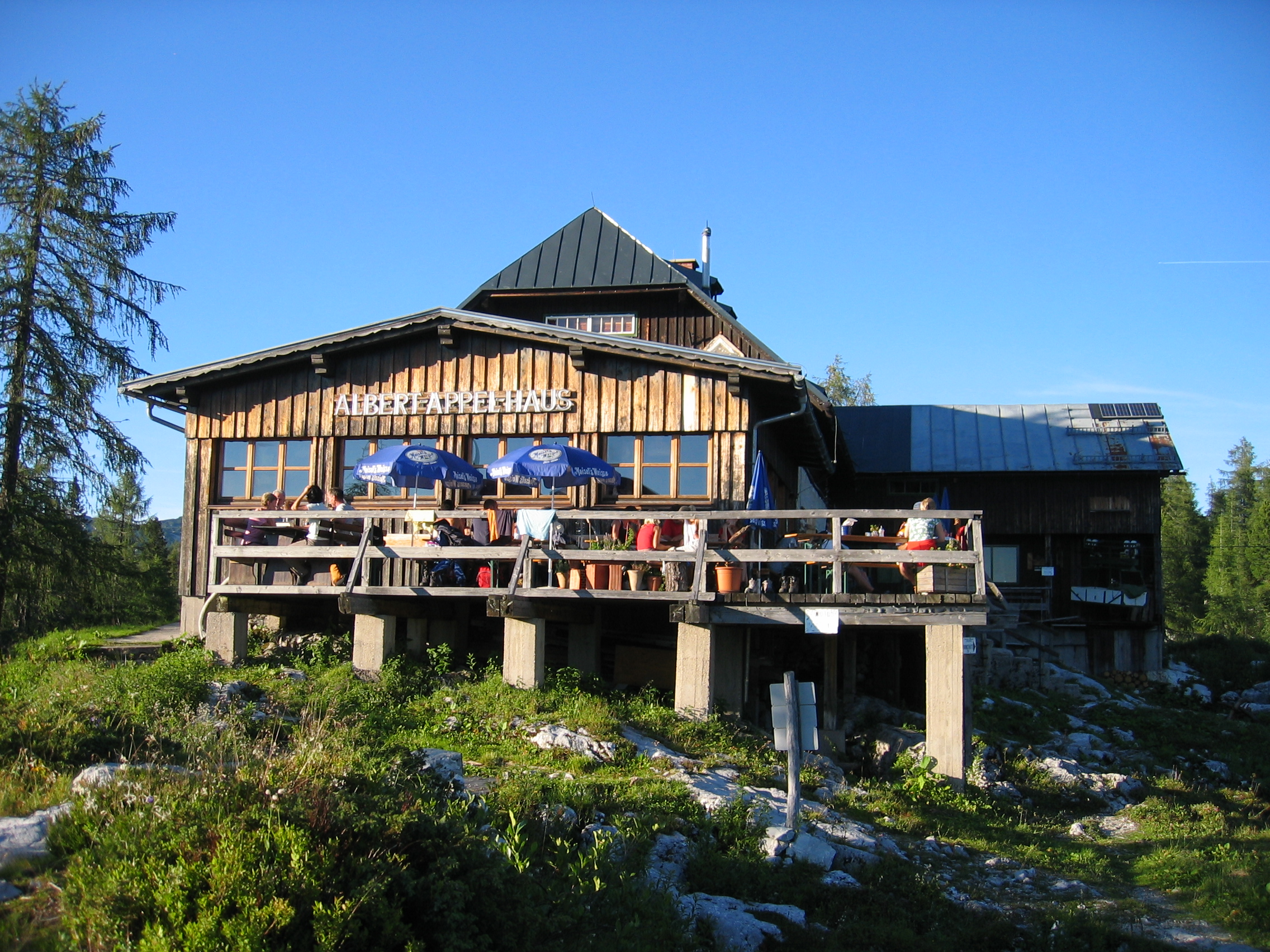
Albert-Appel-Haus im Toten Gebirge

In Grundlsee gibt es zwölf Sportvereine.
Die umliegenden Berge des Toten Gebirges sind durch ein gut markiertes Wandernetz erschlossen, so führt auch der violette Weg des grenzüberschreitenden Weitwanderwegs Via Alpina durch das Gemeindegebiet. Auf diesem bestehen zudem zwei Schutzhütten, das Albert-Appel-Haus und die die Pühringerhütte.

## Politik
Der Gemeinderat hat 15 Mitglieder.
- Mit den Gemeinderatswahlen in der Steiermark 2000 hatte der Gemeinderat folgende Verteilung: 8 SPÖ, 6 ÖVP und 1 FPÖ.
- Mit den Gemeinderatswahlen in der Steiermark 2005 hatte der Gemeinderat folgende Verteilung: 7 ÖVP, 7 SPÖ und 1 FPÖ.[50]
- Mit den Gemeinderatswahlen in der Steiermark 2010 hatte der Gemeinderat folgende Verteilung: 9 SPÖ, 5 ÖVP und 1 FPÖ.[51]
- Mit den Gemeinderatswahlen in der Steiermark 2015 hatte der Gemeinderat folgende Verteilung: 10 ÖVP, 4 SPÖ und 1 FPÖ.[52]
- Mit den Gemeinderatswahlen in der Steiermark 2020 hat der Gemeinderat folgende Verteilung: 10 ÖVP, 4 SPÖ und 1 FPÖ.[53]

### Bürgermeister
- 2004–2007 Albrecht Hillbrand

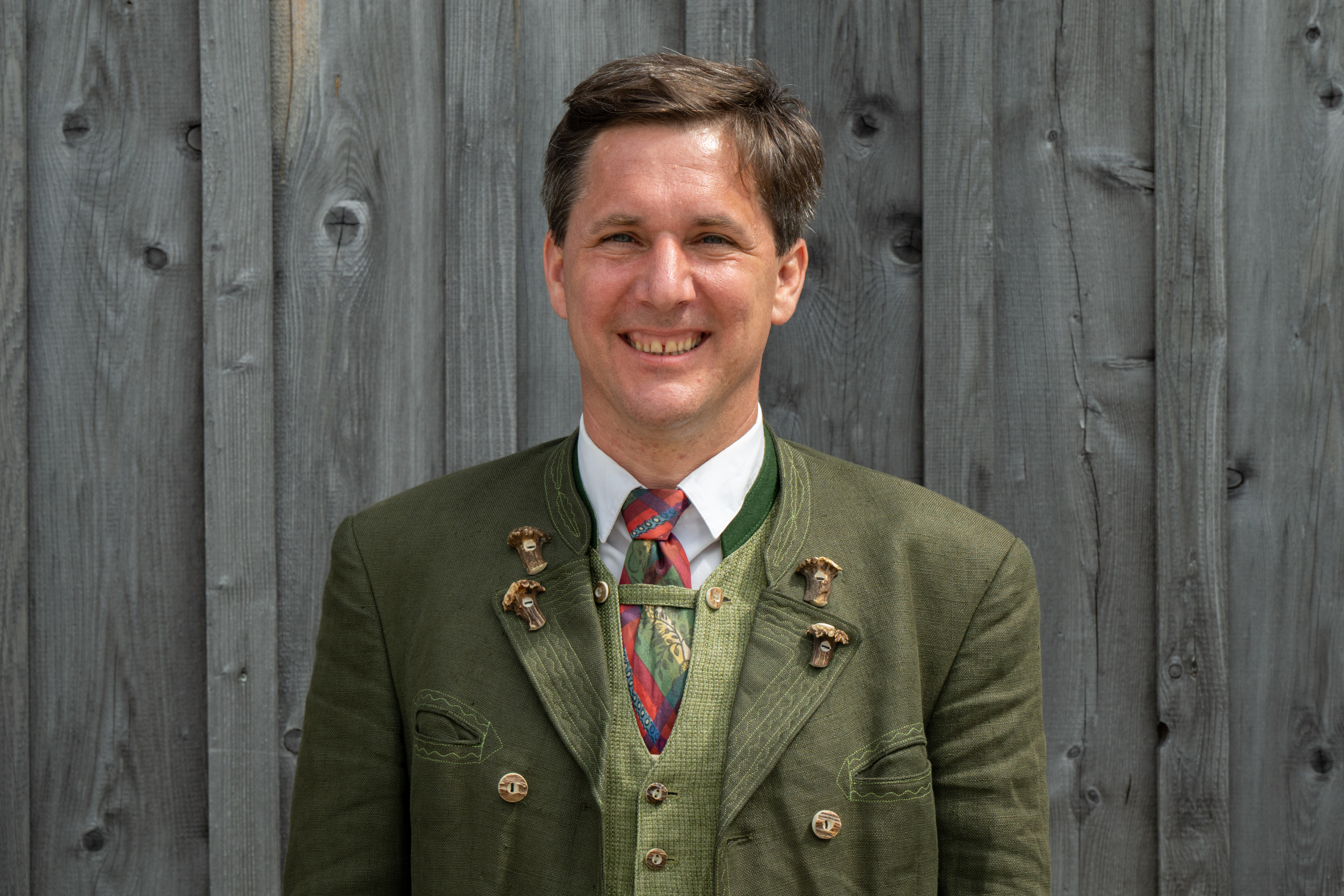
Bürgermeister Franz Steinegger (2025)

- 2007–2015 Herbert Brandstätter (SPÖ)
- seit 2015 Franz Steinegger (ÖVP)

## Persönlichkeiten

### Ehrenbürger der Gemeinde
- 1960: Johannes Ude (1874–1965), Priester, Theologe, Lebensreformer[54]
- 1972: Franz Hollwöger (1887–1979), Volksschuldirektor i. R., Heimatforscher[55]

### Mit der Gemeinde verbundene Persönlichkeiten
- Karl Bruchhäuser (1917–2005), Porträt- und Landschaftsmaler
- Paul Dahlke (1904–1984), Schauspieler
- Zerline Gabillon (1834–1892), Schauspielerin und Übersetzerin
- Elfe Gerhart-Dahlke (1919–2007), Schauspielerin
- Nikolaus Harnoncourt (1929–2016), Dirigent
- Philipp Harnoncourt (1931–2020), Theologe, Priester und Musiker, gestorben in Grundlsee
- Hanns Kobinger (1892–1974), der Maler vom Grundlsee, lebte von 1935 bis 1973 mit seiner Frau in Grundlsee
- Edith Kramer (1916–2014), Malerin und Kunsttherapeutin
- Rudolf Jeremias Kreutz (1876–1949), Schriftsteller
- Konrad Mautner (1880–1924), Großindustrieller, Ethnologe und Volkskundler
- Herbert Müller-Hartburg (1925–2011), Architekt
- Johann Matthias Ranftl (1804–1854), Maler und Grafiker
- Hans von Rebenburg (1834–1917), österr. Industrieller und Villenbesitzer in Grundlsee
- Edith Schreiber-Wicke (* 1943), Kinder- und Jugendbuchautorin
- Csaba Székely (* 1951), Eisenbahnmanager und Verkehrswirtschafter
- Jenő Takács (1902–2005), Komponist, Pianist, Pädagoge
- Johannes Ude (1874–1965), Priester, Theologe, Lebensreformer
- Max Wickenburg (1857–1918), Beamter und Minister